# Dolicholagus longirostris
El esperlán hocicón (Dolicholagus longirostris) es una especie de pez marino actinopterigio, la única del género monoespecífico Dolicholagus.

## Morfología
La longitud máxima descrita es de 21,6 cm. Cabeza y cuerpo son de color plata cuando está fresco y la línea lateral es indistinguible. El cuerpo es delgado y las mandíbulas son redondeadas y casi iguales en las puntas. El pedúnculo caudal es corto y relativamente estrecho y las aletas pectorales son cortas.

## Distribución y hábitat
Es un pez marino batipelágico de aguas profundas que puede encontrarse hasta 1.500 metros de profundidad pero que normalmente habita entre 200 y 400 metros, Se distribuye de forma amplia por aguas cálidas del océano Pacífico, océano Índico y océano Atlántico, incluidos el golfo de México y el mar Caribe.
Realiza migraciones verticales diarias en cardumen, mientras se alimenta de Plancton.